# Qoornoq

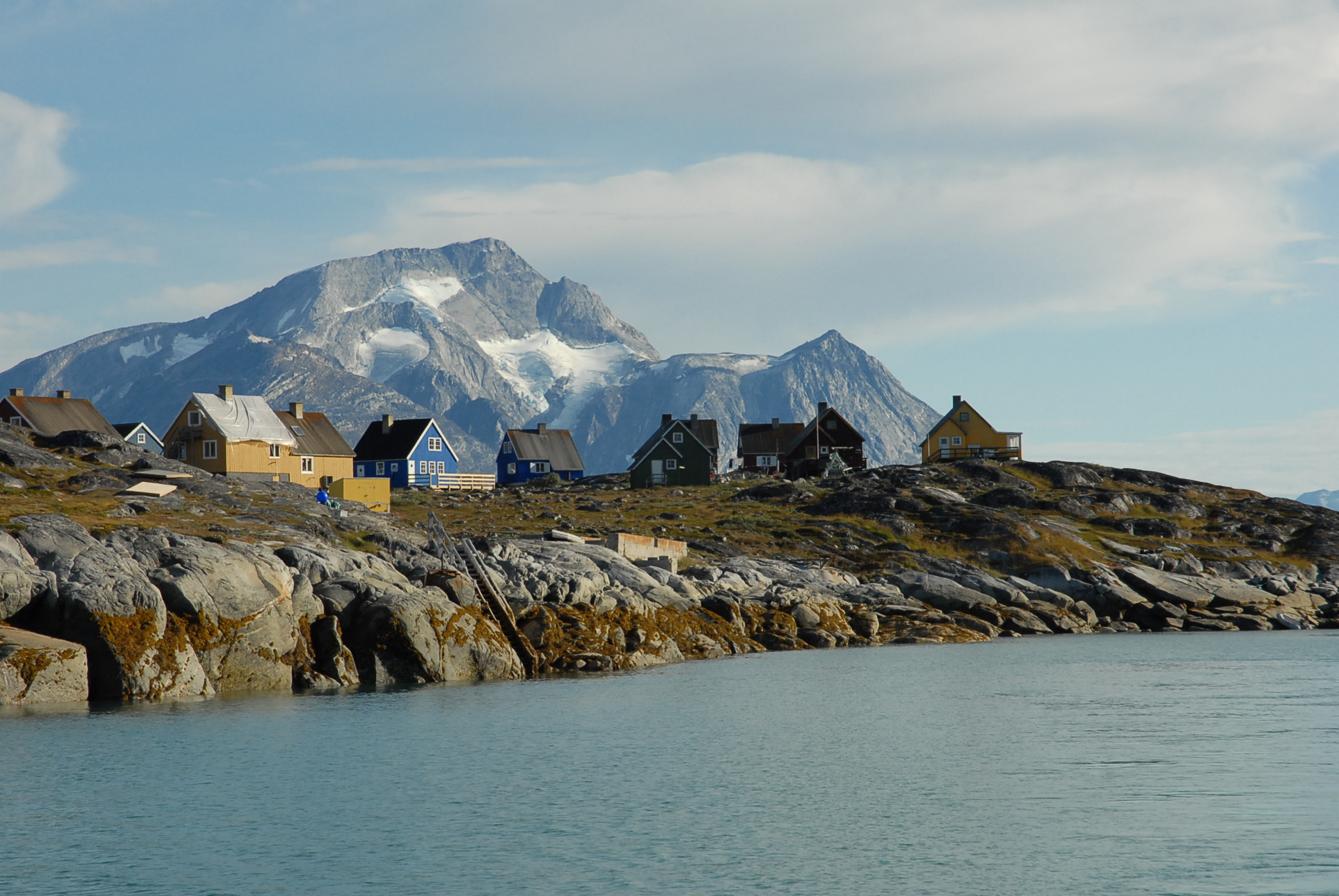
Qoornoq Groenlandia - 2010

Qoornoq (o Qôrnoq o Kornoq) è un villaggio della Groenlandia di 2 abitanti (gennaio 2005). Si trova a 64°31'N 51°05'O; appartiene al comune di Sermersooq.